# Sinuiju
Sinŭiju ('Sinŭiju-si') es una ciudad en Corea del Norte, en la frontera con China. Es la capital de la provincia de Pyŏngan del Norte. Parte de la ciudad está incluida en la Región Administrativa Especial de Sinŭiju, que fue creada en 2002 para sufrir cambios con la introducción de una economía de mercado. Tiene 362.271 habitantes.

## Geografía y Clima
La frontera con China está marcada por el río Yalu (o Amnok en coreano). La ciudad está conectada a Dandong en China a través del Puente de la Amistad Sinocoreana, es uno de los pocos medios de entrar en Corea del Norte. Sinuiju es el final de la línea de ferrocarril Gyeonguy, y está a 40 kilómetros de la estación del Yalu. La ciudad está a una altitud de un metro, aproximadamente, sobre el nivel del mar. 
La temperatura media de la ciudad es de unos 9 °C.

## Historia

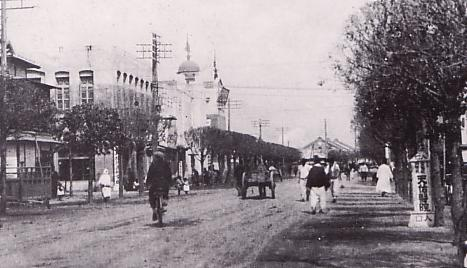
Sinuiju en los años 30.

Sinuiju se convirtió en una importante ciudad durante la ocupación japonesa (1910-1945). Estaba situada en un enlace del ferrocarril que iba hasta China cruzando el río Yalu (Amnok en coreano), en 1953 se demolió el puente ferroviario que cruzaba el río y se estableció el final del trayecto en Sinuiju. 
Se encuentra a 12 kilómetros al oeste de Ŭiju, la ciudad de la que Sinŭiju recibe su nombre (significa "Nueva Ŭiju"). Con uno de los puertos más importantes de Corea, creció comercialmente y se especializó en la industria maderera, la cual utiliza el río Yalu (Amnok en coreano) para el transporte marítimo. Además, una industria química se desarrolló después de la construcción de la presa hidroeléctrica Sup'ung, que se construyó en el río. Durante la guerra de Corea la ciudad sufrió graves daños de los bombardeos aéreos, pero fue reconstruida.

## Transporte
Se puede llegar a Sinuiju desde Pyongyang por avión, por ferrocarril o por carretera. También está conectado con la ciudad china de Dandong (también conocida como Andong / Antung) en la provincia de Liaoning (República Popular China) por el Puente de la Amistad Sinocoreana, que cruza el Yalu y mide 944 metros de largo de punta a punta. También se conencta con el Transiberiano a través del ferrocarril.

## Lugares
Entre los principales lugares de interés de Sinuiju están el Instituto de Sinuiju, el Centro comercial de Sinuiju, la Escuela Oriental, la Universidad de Industrias Ligeras de Sinujiu y la Universidad de Sinuju. Los sitios más turísticos son el Pabellón Tonggun, la Cascada, y Hot Springs. 
También hay una noria con vistas al Yalu. Nunca se ha usado, ya que fue construida como reclamo turístico. Los residentes de la parte china del río alquilan pequeñas embarcaciones, y a menudo es lo máximo que ven de Corea del Norte. Los turistas suelen contratar lanchas rápidas o más lentas embarcaciones de crucero a lo largo del río, con la esperanza de observar más de cerca a los norcoreanos. 

## Economía
Un importante centro de la industria norcoreana, tiene una planta de fabricación de ferretería esmaltada, así como una fábrica textil, papelera y una planta de reforestación. Gran parte del comercio entre China y Corea del Norte es posible gracias a Sinuiju. En el suroeste de la ciudad está el puerto, que tiene un astillero, aunque la función principal de este es desmantelar buques para chatarra, en lugar de la construcción de nuevos buques.

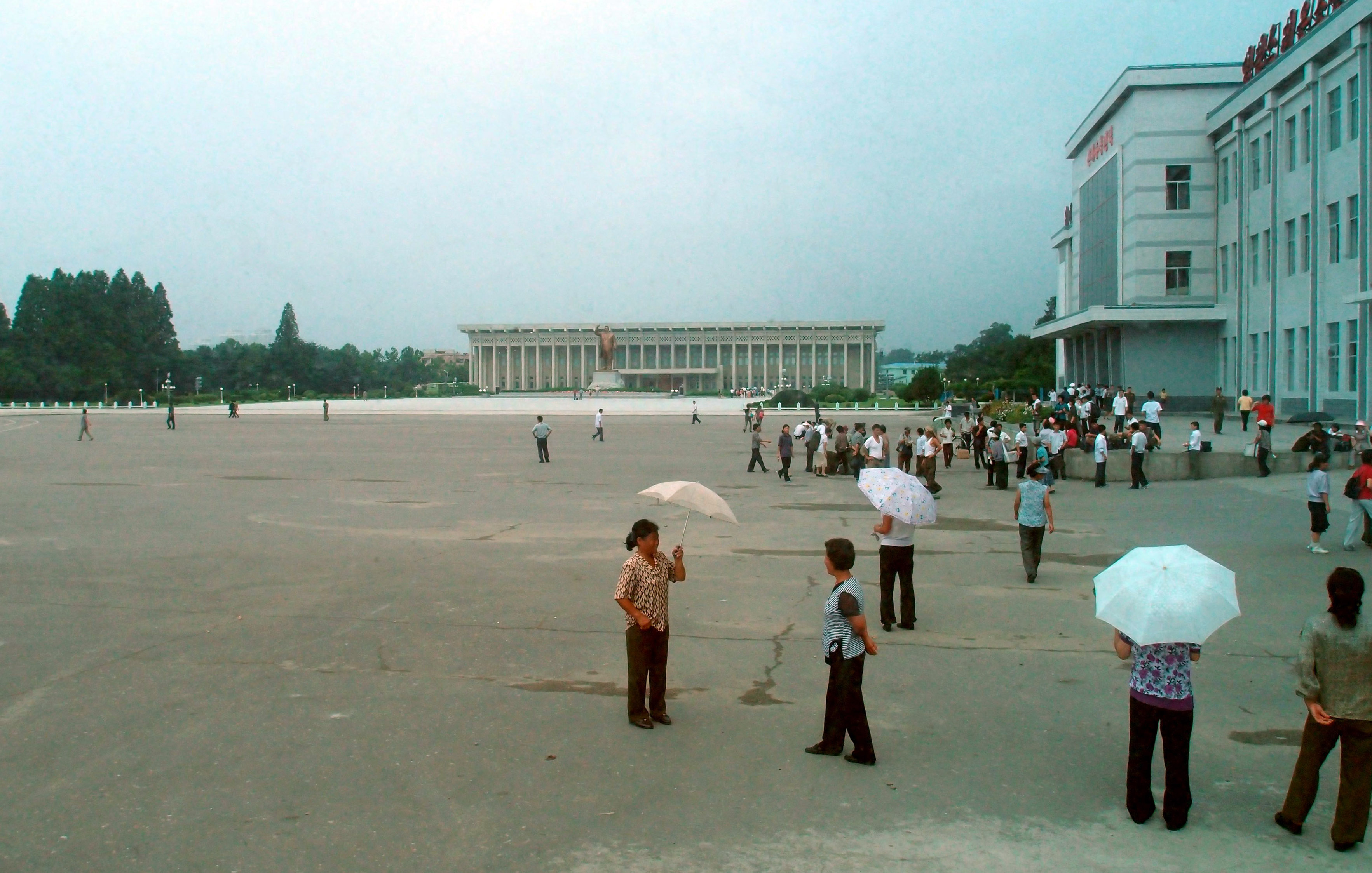
Plaza central Kim-il Sung.

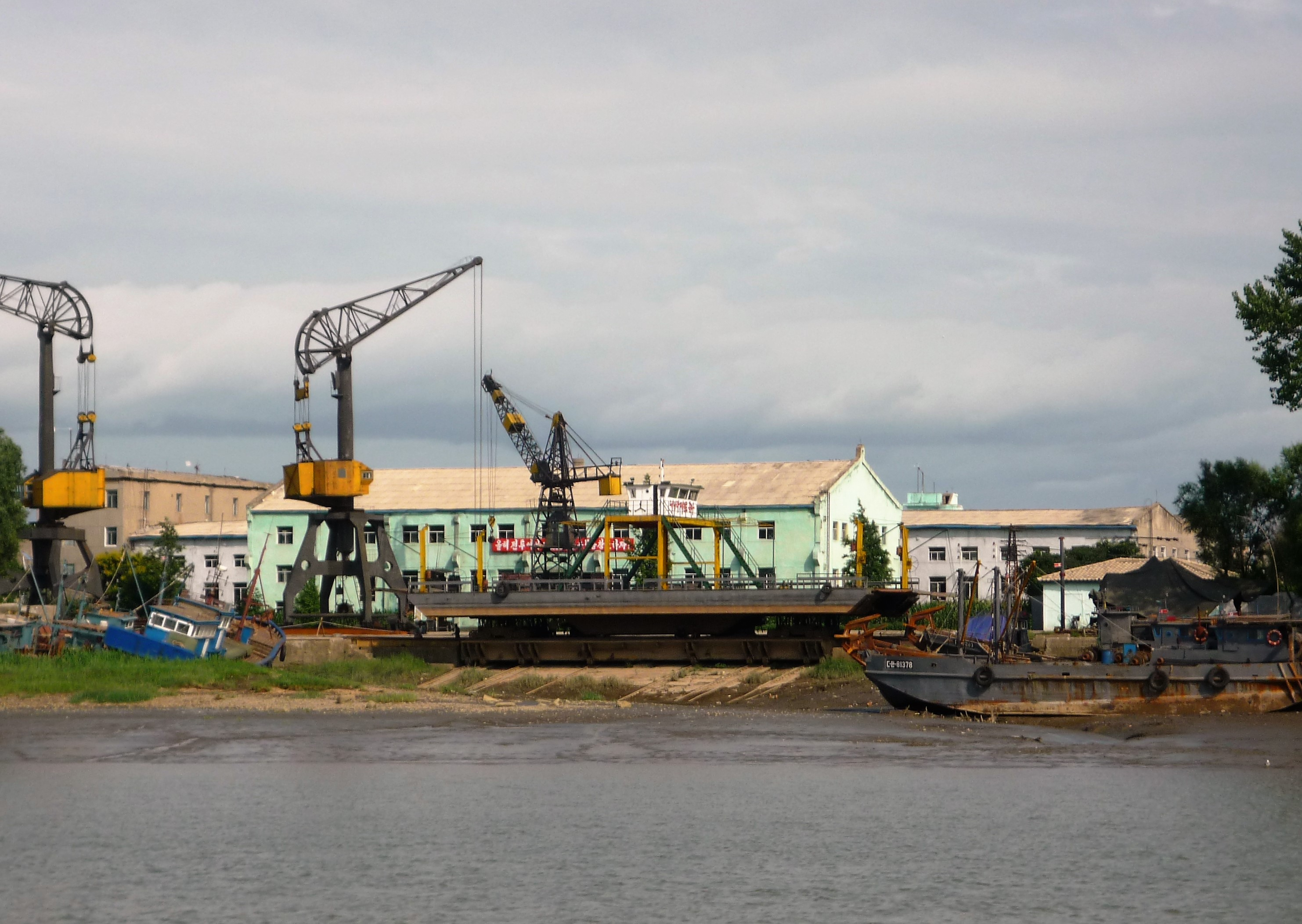
Puerto y rivera del río Yalu en Sinuiju, Corea del Norte

- Datos: Q156243
- Multimedia: Sinuiju / Q156243